# Censier - Daubenton (métro de Paris)
Pour les articles homonymes, voir Daubenton.
Censier - Daubenton est une station de la ligne 7 du métro de Paris, située dans le 5e arrondissement de Paris.

## Situation
La station est implantée à l'ouest du quartier du Jardin-des-Plantes, à proximité de ses limites administratives avec le quartier du Val-de-Grâce. Elle se trouve sous la rue Monge à son intersection avec la rue de Mirbel et la rue Daubenton, les quais étant établis en courbe du fait du léger désaxement de ladite rue Monge à ce carrefour. Approximativement orientée selon un axe nord-sud, elle s'intercale entre les stations Place Monge et Les Gobelins.

## Histoire
La station est ouverte le 15 février 1930 avec la mise en service du troisième prolongement de la ligne 10, depuis le terminus provisoire d'Odéon jusqu'à celui de Place d'Italie.
Le 26 avril 1931, elle est transférée à la ligne 7, qui effectue alors le trajet de Pré-Saint-Gervais ou de Porte de la Villette jusqu'au terminus sud de Porte d'Ivry, lequel est inauguré à la même date, tandis que la ligne 10 est redirigée vers le terminus provisoire de Jussieu en parallèle.
Cette station doit sa dénomination d'une part à sa proximité avec la rue Censier, dont le toponyme actuel est dérivé de son nom originel « rue Sans Chef », signifiant cul-de-sac, rappelant que cette voie se terminait initialement en impasse depuis la rue Mouffetard.
La station reprend d'autre part le nom de la rue Daubenton, laquelle rend hommage à Louis Jean-Marie Daubenton (1716-1799), naturaliste qui collabora avec Buffon pour son Histoire naturelle, et qui fut le premier directeur du Muséum national d'histoire naturelle face auquel débouche la rue précitée.
Jusqu'en 1965, la station était dénommée Censier - Daubenton - Halle aux cuirs, le troisième et dernier nom faisant référence à l'un des anciens marchés des tanneurs qui furent nombreux à s'implanter en bordure de la Bièvre, affluent de la Seine qui courait à travers le secteur.
Dans le cadre du programme « Renouveau du métro » de la RATP, les couloirs de la station et l'éclairage des quais sont rénovés le 14 novembre 2003.
En avril 2010, l'ensemble des tubes fluorescents des luminaires sont remplacés par des tubes à diodes électroluminescentes (LED). La station devient ainsi la première du réseau à être éclairée grâce à cette technologie, par la suite généralisée à l'ensemble des stations du réseau entre 2013 et 2017. L'économie d'énergie ainsi réalisée est estimée à plus de 65 %.

## Services aux voyageurs

### Accès
La station dispose de deux accès, constitués pour chacun d'un escalier fixe agrémenté d'une balustrade et d'un candélabre en fer forgé dans le style Dervaux des années 1930 :
- l'accès no 1 « Rue de Mirbel » débouchant face aux nos 96 et 98 de la rue Monge, entre la rue Daubenton et la rue de Mirbel ;
- l'accès no 2 « Rue Monge » se trouvant à l'angle formé par ces deux voies, au droit du no 100 de la rue précitée.

Accès à la station
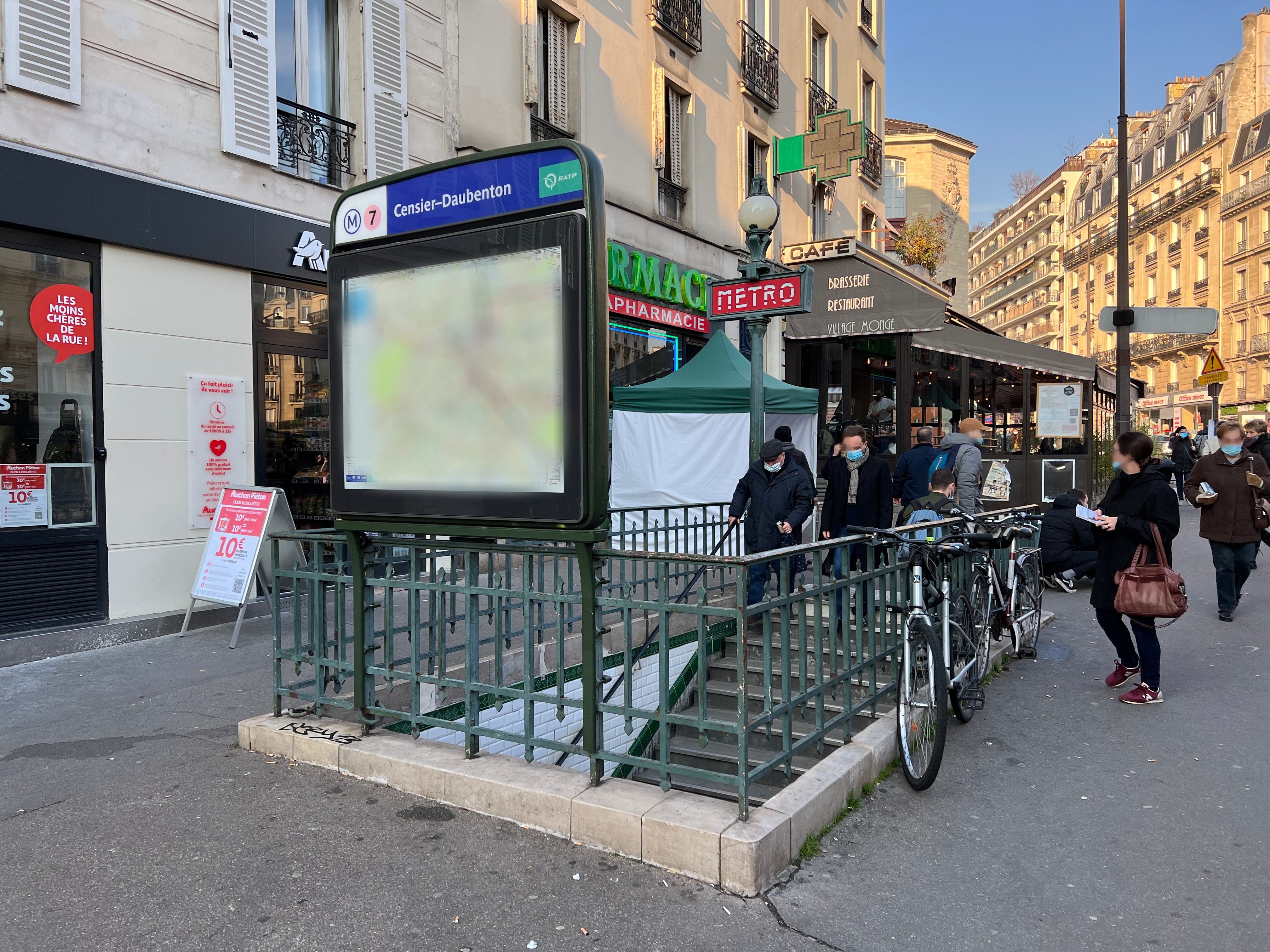
L'accès no 1, « Rue de Mirbel ».
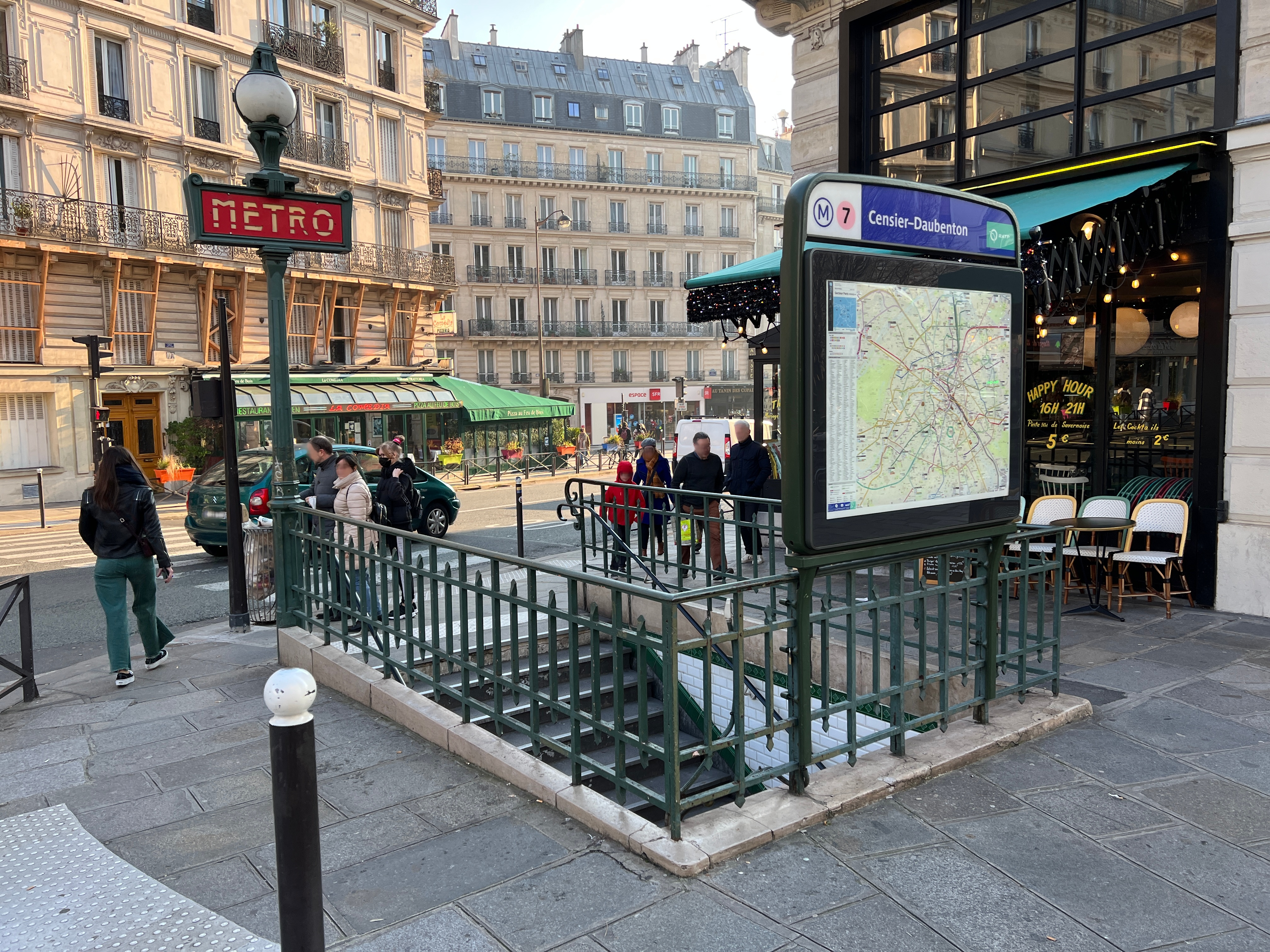
L'accès no 2, « Rue Monge ».

### Quais
Censier - Daubenton est une station en courbe de configuration standard pour le métro de Paris : elle possède deux quais, d'une longueur de 105 mètres, séparés par les voies du métro situées au centre et la voûte est elliptique. La décoration est du style utilisé pour la majorité des stations du métro : les bandeaux d'éclairage sont blancs et arrondis dans le style « Gaudin » du renouveau du métro des années 2000, et les carreaux en céramique blancs biseautés recouvrent les pieds-droits, la voûte ainsi que les tympans. Les cadres publicitaires sont en faïence de couleur miel à motifs végétaux et le nom de la station est également incorporé dans la céramique murale, selon le style décoratif d'entre-deux-guerres de la CMP d'origine. Les sièges de style « Motte » sont de couleur bleue.

Quais de la station
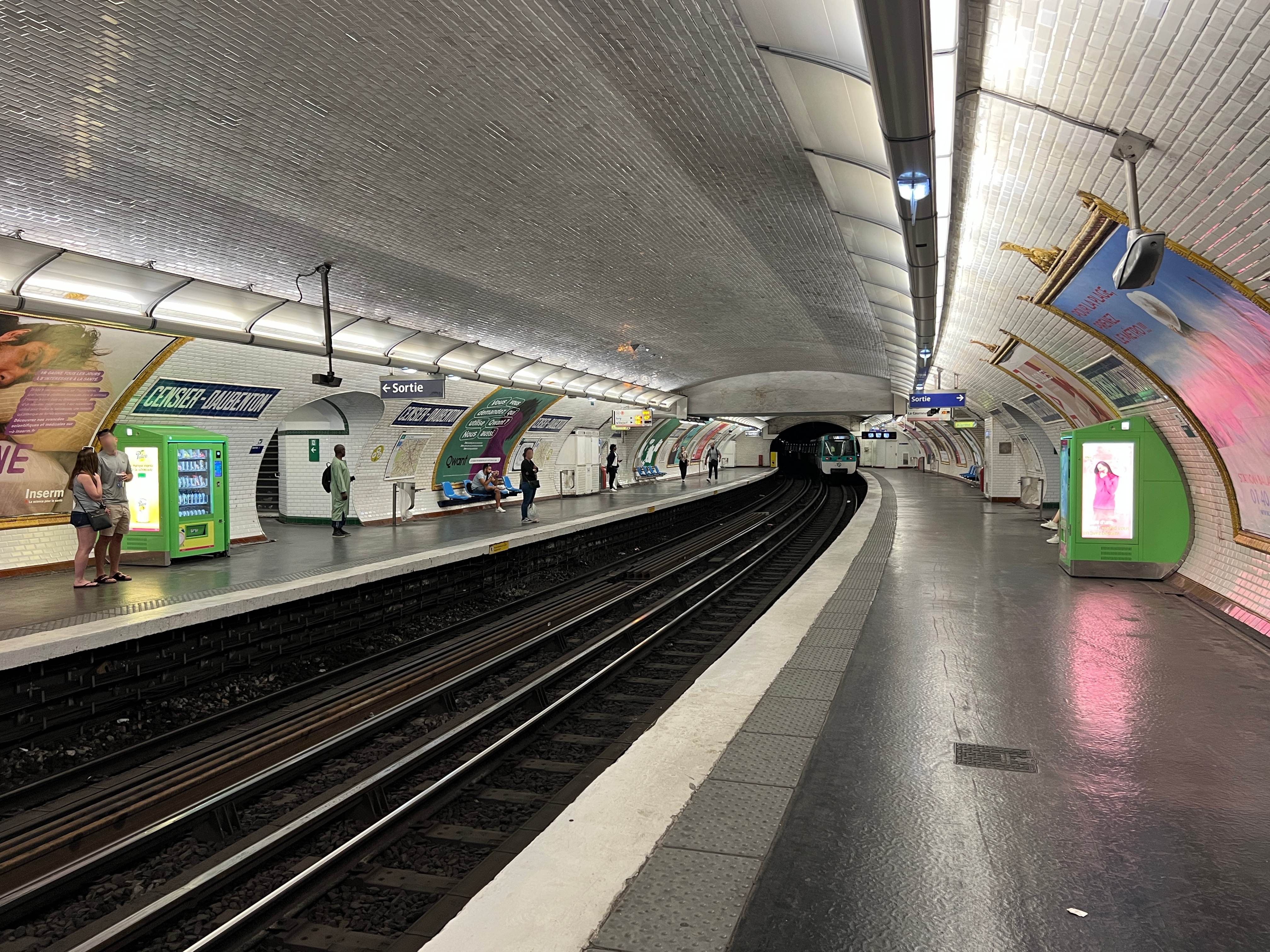
Les quais vus en direction de La Courneuve - 8 Mai 1945.
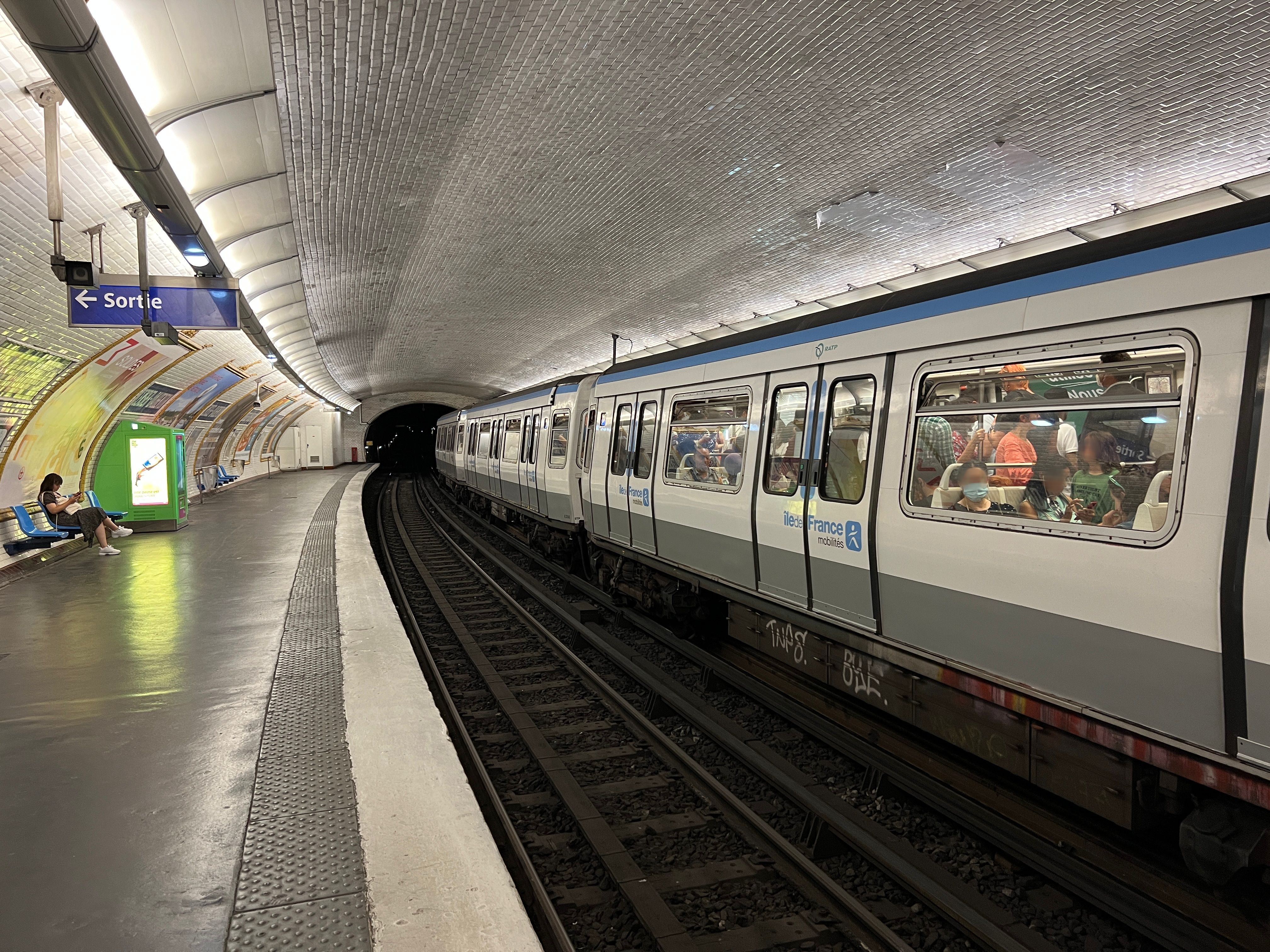
Arrêt d'une rame MF 77 pour Villejuif - Louis Aragon.
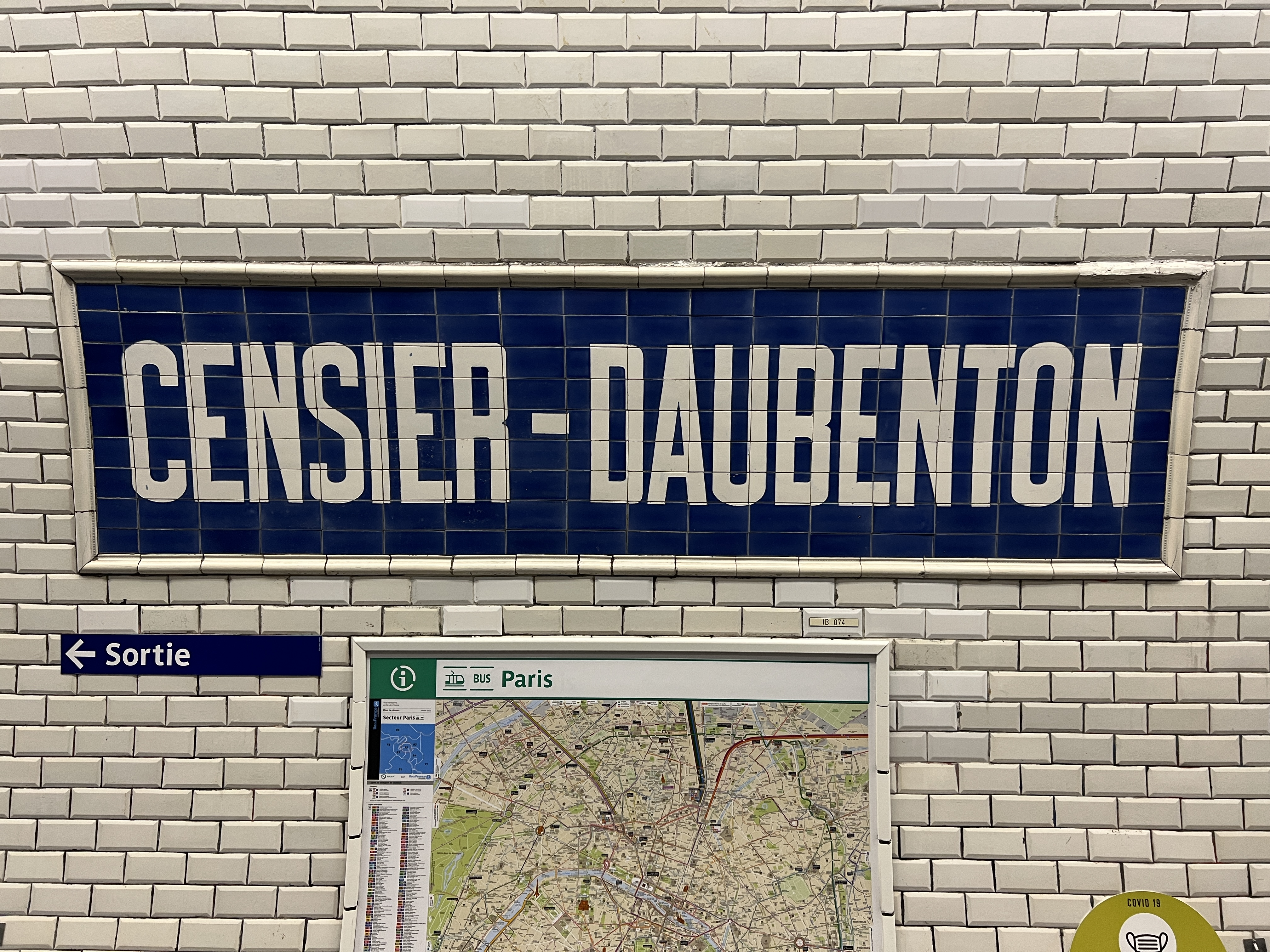
Faïence murale incorporant le nom de la station.

### Intermodalité
La station est desservie par les lignes 24 (en direction de Panthéon uniquement) et 47 du réseau de bus RATP et, la nuit, par les lignes N15 et N22 du réseau Noctilien.

## Fréquentation
Nombre de voyageurs entrés à cette  station :
| Année                      | 2013      | 2014      | 2015      | 2016      | 2017      | 2018      | 2019      | 2020      | 2021      |
| -------------------------- | --------- | --------- | --------- | --------- | --------- | --------- | --------- | --------- | --------- |
| Nombre de voyageurs par an | 3 777 857 | 3 566 470 | 3 575 817 | 3 519 746 | 3 496 111 | 3 514 620 | 3 385 284 | 1 557 698 | 2 291 843 |
| Rang                       | 137e      | 144e      | 145e      | 149e      | 154e      | 154e      | 149e      | 169e      | 150e      |
| Nombre de stations         | 302       | 302       | 302       | 302       | 302       | 302       | 302       | 304       | 304       |

## À proximité
- Faubourg Saint-Médard
- Église Saint-Médard
- Grande mosquée de Paris
- Muséum national d'histoire naturelle
- Jardin des plantes de Paris
- Institut national agronomique Paris-Grignon
- Rue Mouffetard
- Université Sorbonne-Nouvelle